# World Trade Center Doha
El World Trade Center Doha es un rascacielos de oficinas de 51 plantas y 241.1 metros de altura situado en la corniche de Doha, en el barrio de Al Dafna de Doha (Catar). Esta torre pertenece al complejo del Qatar World Trade Center. La construcción del edificio empezó en 2010 y se completó en 2013.